# Felcsík
Koordináták: é. sz. 46° 32′, k. h. 25° 46′46.533333°N 25.766667°E
Felcsík egy kulturális tájegység Erdélyben, a Csíki-medence északi részén. A népnyelv Felső-Csíkországnak is neveztek. A Csíkszéknek egykoron Csíkország volt a neve.

## Települések

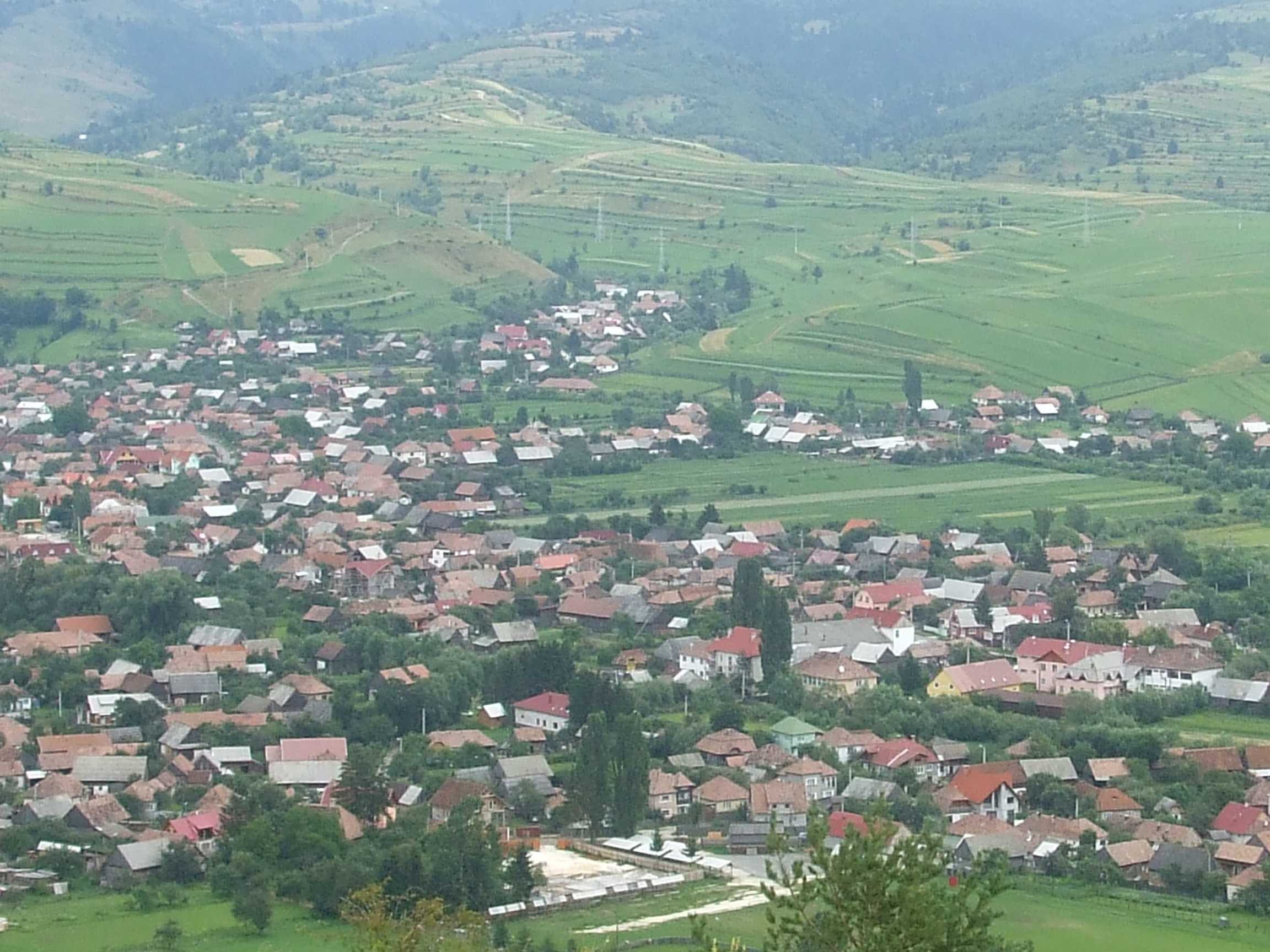
Csíkszentdomokos Garadosból fényképezve.

Balánbánya, Csíkszentdomokos, Csíkjenőfalva, Csíkszenttamás, Csíkkarcfalva, Csíkdánfalva, Csíkmadaras
Csíkrákos, Madéfalva, Csíkcsicsó
.

## Népi kultúra

### Zene
A hangszerek, amikkel játszanak:
- hegedű
- kontrahegedű
- ütőgardon

### Tánc
A felcsíki páros csárdás lenthangsúlyos, városi táncházi megnevezéssel: belsőlábas. Ez azt jelenti, hogy páros forgás közben a zenei hangsúlyon a partnerünk felőli lábunkkal lépünk, egyúttal a térdünkkel rugózunk, így a testünk a hangsúlyra lefelé mozdul.

## Külső hivatkozások
- Térképrészlet a Felcsíki-medencéről